# Биатлон на зимней Универсиаде 2019
Биатлон на зимней Универсиаде 2019 — соревнования по биатлону в рамках зимней Универсиады 2019 года прошел с 4 марта по 10 марта в российском городе Красноярск, на территории многофункционального комплекса «Академия биатлона». Были разыграны 9 комплектов наград.

## История
Соревнования по биатлону на Универсиадах является неотъемлемой частью этого спортивного праздника для студентов. Входит в программу с зимней Универсиады 1983 года, которая проходила в Софии. Это вид программы является обязательным для зимних Универсиад.
На прошлой Универсиаде в Казахстане спортсмены студенты из России и Казахстана сумели завоевать по 3 золотых медали. В мужской части программы две медали высшего достоинства в индивидуальных гонках завоевал французский спортсмен Батист Жути. В женской части соревнований не было равных казахстанской стреляющей лыжницы Галине Вишневской — два золота и два серебра. Спортсмены Украины смогли добыть пять медалей разного достоинства, золотая на счёту Надежды Белкиной.
Программа настоящих игр по сравнению с предыдущими почти не изменилась, были также разыграны девять комплектов наград. Четыре дисциплины повторяют программу прошлой Универсиады (спринт, гонка преследования, индивидуальная гонка, масс-старт), а вместо смешанной эстафеты проведена одиночная смешанная эстафета.

## Правила участия
В соответствии с Положением FISU, лыжники должны соответствовать следующим требованиям для участия во Всемирной универсиаде (статья 5.2.1):
- До соревнований допускаются студенты обучающиеся в настоящее время в высших учебных заведениях, либо окончившие ВУЗ не более года назад.
- Все спортсмены должны быть гражданами страны, которую они представляют.
- Участники должны быть старше 17-ти лет, но младше 28-ми лет на 1 января 2019 года (то есть допускаются только спортсмены родившиеся между 1 января 1991 года и 31 декабря 2001 года).

Все виды программы проводятся и судятся по международным правилам проведения соревнований по биатлону.

## Календарь
| ЦО | Церемония открытия | ● | Квалификации | 2 | Финалы соревнований | ЦЗ | Церемония закрытия |

| Март    | 01 Пт | 02 Сб | 03 Вс | 04 Пн | 05 Вт | 06 Ср | 07 Чт | 08 Пт | 09 Сб | 10 Вс | 11 Пн | 12 Вт | Соревнования |
| ------- | ----- | ----- | ----- | ----- | ----- | ----- | ----- | ----- | ----- | ----- | ----- | ----- | ------------ |
| Биатлон | ЦО    |       |       | 2     |       | 2     | 2     |       | 1     | 2     |       | ЦЗ    | 9            |

## Результаты

### Мужчины
| Дисциплина                    | Золото         | Золото            | Серебро        | Серебро           | Бронза               | Бронза            |
| ----------------------------- | -------------- | ----------------- | -------------- | ----------------- | -------------------- | ----------------- |
| Спринт Протокол               | Эдуард Латыпов | 25:01.2 (1+1)     | Дмитрий Иванов | 25:09.9 (0+0)     | Никита Поршнев       | 25:11.5 (1+0)     |
| Гонка преследования Протокол  | Дмитрий Иванов | 34:10.7 (0+0+0+0) | Никита Поршнев | 34:24.9 (0+0+1+1) | Эдуард Латыпов       | 35:17.0 (1+2+2+0) |
| Индивидуальная гонка Протокол | Никита Поршнев | 52:16.9 (0+2+0+0) | Эдуард Латыпов | 52:22.4 (1+1+0+0) | Феликс Котте-Пюинель | 52:38.4 (0+0+0+0) |
| Масс-старт Протокол           | Эспен Ульдал   | 40:18.7 (0+0+1+1) | Максим Воробей | 40:54.1 (0+1+0+2) | Адам Вацлавик        | 41:15.2 (1+3+0+0) |

### Женщины
| Дисциплина                    | Золото            | Золото            | Серебро           | Серебро           | Бронза          | Бронза            |
| ----------------------------- | ----------------- | ----------------- | ----------------- | ----------------- | --------------- | ----------------- |
| Спринт Протокол               | Екатерина Мошкова | 22:59.4 (0+2)     | Ирина Казакевич   | 23:02.3 (1+2)     | Тамара Воронина | 23:24.1 (1+1)     |
| Гонка преследования Протокол  | Екатерина Мошкова | 32:59.1 (1+1+1+0) | Ирина Казакевич   | 33:16.5 (1+0+1+1) | Тамара Воронина | 34:04.4 (0+0+2+1) |
| Индивидуальная гонка Протокол | Наталья Гербулова | 46:10.6 (0+1+1+1) | Екатерина Мошкова | 47:15.9 (1+1+2+0) | Елена Чиркова   | 47:24.5 (0+0+1+1) |
| Масс-старт Протокол           | Екатерина Мошкова | 42:05.7 (0+1+1+1) | Елизавета Каплина | 42:09.7 (0+0+2+0) | Елена Чиркова   | 43:09.9 (1+1+0+1) |

### Смешанные соревнования
| Дисциплина                            | Золото                                                                                 | Золото                                                  | Серебро                                                             | Серебро                                                 | Бронза                                                                                  | Бронза                                                  |
| ------------------------------------- | -------------------------------------------------------------------------------------- | ------------------------------------------------------- | ------------------------------------------------------------------- | ------------------------------------------------------- | --------------------------------------------------------------------------------------- | ------------------------------------------------------- |
| Одиночная смешанная эстафета Протокол | Россия · Валерия Васнецова · Александр Дедюхин · Валерия Васнецова · Александр Дедюхин | 42:53.4 (1+3) (0+1) (0+1) (2+3) (1+3) (0+3) (0+2) (0+1) | Чехия · Натали Юрчова · Давид Толарж · Натали Юрчова · Давид Толарж | 42:59.9 (0+2) (0+3) (0+1) (1+3) (0+3) (0+2) (0+0) (0+3) | Франция · Марин Шаламель · Феликс Котте-Пюинель · Марин Шаламель · Феликс Котте-Пюинель | 43:45.2 (0+0) (2+3) (0+0) (0+0) (1+3) (2+3) (0+0) (0+1) |

## Медальный зачёт в биатлоне
| Место | Страна     | Золото | Серебро | Бронза | Всего |
| ----- | ---------- | ------ | ------- | ------ | ----- |
| 1     | Россия     | 8      | 7       | 6      | 21    |
| 2     | Норвегия   | 1      | 0       | 0      | 1     |
| 3     | Чехия      | 0      | 1       | 1      | 2     |
| 4     | Белоруссия | 0      | 1       | 0      | 1     |
| 3     | Франция    | 0      | 0       | 2      | 2     |
| Всего | Всего      | 9      | 9       | 9      | 27    |